# Tokugawa Iesada
Tokugawa Iesada (Castillo Edo, 6 de mayo de 1824-Tokio, 14 de agosto de 1858) fue el 13.º shōgun Tokugawa de Japón, el cual estuvo en el poder solamente 5 años, desde 1853 hasta 1858. Era físicamente débil, por lo que los historiadores posteriores lo consideraron no apto para ser shōgun. Su reinado marca el comienzo del periodo Bakumatsu.
Su nombre en japonés se escribe 徳川 家定.

## Biografía
Iesada nació en el castillo de Edo como Masanosuke (政之助), el cuarto hijo del duodécimo shōgun Tokugawa Ieyoshi con su concubina, conocida como Honjuin. Como la mayoría de los hijos de Ieyoshi murieron en la infancia o antes de alcanzar la mayoría de edad, Iesada fue nombrado heredero a una edad muy temprana, pero su interacción con la gente estaba muy restringida en un esfuerzo por evitar contraer cualquier enfermedad. Algunos historiadores creen que pudo sufrir parálisis cerebral. Sufrió viruela en su infancia, lo que le dejó la cara llena de viruelas. A la muerte de Tokugawa Ienari en 1841, surgieron dudas sobre la idoneidad de Iesada como heredero, y se nombró a Tokugawa Yoshinobu como posible sucesor. Sin embargo, el rōjū Abe Masahiro se opuso firmemente, e Iesada siguió siendo el heredero.

## Trayectoria

### Shōgun (1853-1858)
Iesada se convirtió en shōgun tras la repentina muerte de su padre, Tokugawa Ieyoshi, en pleno episodio de los Barcos Negros. Ya delicado de salud, no tomó parte activa en los asuntos políticos, dejando las negociaciones con los estadounidenses en manos de Abe Masahiro. La Convención de Kanagawa se firmó el 31 de marzo de 1854. Abe dimitió de su cargo poco después, y fue sustituido como líder del rōjū por Hotta Masayoshi.
Del 4 al 7 de noviembre de 1854, los grandes terremotos y tsunamis de Nankaidō causaron la muerte de 80.000 personas. A este le siguió el terremoto de Tōkai de 1854, el 23 de diciembre de ese año. El seísmo sacudió principalmente la región de Tōkai, pero destruyó casas tan alejadas como en Edo. El tsunami que lo acompañó causó daños a lo largo de toda la costa desde la península de Bōsō, en la actual prefectura de Chiba, hasta la provincia de Tosa (actual prefectura de Kōchi). El terremoto y el tsunami también golpearon Shimoda, en la península de Izu; y debido a que el puerto acababa de ser designado como posible sede de un consulado estadounidense, algunos interpretaron los desastres naturales como una demostración del desagrado de los kami.
Siguieron el terremoto de Nankai de 1854, el 24 de diciembre del mismo año, en el que murieron más de 10.000 personas desde la región de Tōkai hasta Kyushu, y el terremoto de Edo de 1855, uno de los grandes terremotos de Ansei, con los consiguientes daños por incendios y pérdida de vidas.
El 18 de diciembre de 1856 se casó con la princesa Atsu, hija adoptiva de Shimazu Nariakira y Konoe Tadahiro. Se la conocía como Midaidoidokoro Atsuko (primera esposa Atsuko).
El 21 de octubre de 1857, Iesada recibió en audiencia en el castillo de Edo al recién llegado cónsul estadounidense Townsend Harris.
Bajo el consejo de Hotta Masayoshi, Iesada firmó finalmente el Tratado Harris de 1858 (el Tratado de Amistad y Comercio entre Japón y Estados Unidos),y posteriormente otros Tratados Desiguales (incluyendo el Tratado de Amistad Anglo-Japonés, y el Tratado Anglo-Japonés de Amistad y Comercio) que rompieron la política de sakoku (aislamiento) y abrieron Japón a las influencias extranjeras, abriendo el camino al Bakumatsu.
Kōmei, el emperador reinante en ese momento, fue un gran opositor a sus políticas. Esto fortaleció el movimiento sonnō jōi.
Ii Naosuke fue nombrado tairō a partir del 23 de abril de 1858.
Se cree que un brote generalizado de cólera entre 1858 y 1860 mató entre 100.000 y 200.000 personas solo en Edo. Iesada murió sin descendencia en 1858, posiblemente a causa del brote de cólera. Su tumba se encuentra en el templo del clan Tokugawa de Kan'ei-ji, en Ueno. Su nombre budista era Onkyoin.
Las facciones políticas dentro del bakufu se enfrentaron por la sucesión.  Tokugawa Nariaki de Mito, Satsuma y otros querían ver a Tokugawa Yoshinobu como su sucesor, mientras que los Ōoku y los funcionarios del shogunato, incluido Ii Naosuke, apoyaban a Tokugawa Iemochi, y lo consiguieron. Estas disputas acabaron en la Purga Ansei.